# Повернення мушкетерів
«Повернення мушкетерів» (англ. The Return of the Musketeers) — пригодницький фільм 1989 року.

## Сюжет
1649 рік. Кардинал Мазаріні наймає мушкетера Д'Артаньяна, щоб той розшукав своїх старих товаришів і в черговий раз послужив своїй країні. У сусідній Англії Кромвель переможений королем Карлом I, і кардинал Мазаріні побоюється народного бунту. Тим більше, що його противником є популярний Бофорт. Отже, Портос погоджується на пропозицію Д'Артаньяна, але Араміс і Атос відмовляються від чергових пригод, бо відчувають себе занадто старим. Але коли Бофорту вдається втекти з в'язниці, кардинал Мазаріні посилає мушкетерів в Лондон, щоб вони захистили Карла I. Але їх переслідує одержима помстою Жюстіна де Вінтер, дочка їх старого ворога Міледі. Мушкетери повинні врятувати короля, неушкодженими залишити Англію, уникнути помсти з боку Жюстіни і запобігти політичному перевороту з боку Бофорта.

## У ролях
| Актор                  | Роль                     |
| ---------------------- | ------------------------ |
| Майкл Йорк             | д'Артаньян               |
| Олівер Рід             | Атос                     |
| Френк Фінлей           | Портос                   |
| Річард Чемберлен       | Араміс                   |
| Крістофер Томас Гауелл | Рауль                    |
| Джеральдіна Чаплін     | Анна Австрійська         |
| Філіпп Нуаре           | Кардинал Мазаріні        |
| Кім Кетролл            | Жюстіна де Вінтер        |
| Крістофер Лі           | Рошфор                   |
| Рой Кіннір             | Планше                   |
| Еусебіо Лазаро         | Франсуа де Бурбон-Вандом |
| Жан-П'єр Кассель       | Сірано де Бержерак       |
| Алан Говард            | Олівер Кромвель          |
| Девід Біркін           | Людовик XIV              |
| Білл Патерсон          | Карл I                   |
| Біллі Конноллі         | Кедді                    |